# François, vojvoda Guiški
François, vojvoda Guiški in Aumalski in prvi princ Joinvilla (francosko François de Guise) je bil francoski general in državnik, pomemben voditelj med francosko-italijansko vojno 1551–1559 in francoskimi verskimi vojnami, umorjen med obleganjem Orleansa leta 1563, * 17. februar 1519, Bar-le-Duc (Meuse), † 24. februar 1563, Saint-Hilaire-Saint-Mesmin (Loiret).

## Mladost
Francois je bil sin vojvode Claudea Guiškega in njegove žene Antoinette Bourbonske. Francoisova sestra Marija Guiška je bila žena škotskega kralja Jamesa V. in mati škotske kraljice Marije I. Njegov mlajši brat Karel je bil lorenski kardinal. Bil je tudi bratranec kralja Henrika II. Francoskega, s katerim je bil skupaj vzgojen, in zaradi svojega rodu ugledna osebnost v Franciji, čeprav so njegovi nasprotniki poudarjali njegovo "tuje" poreklo, ker je bil iz Lorene.
Leta 1545 je bil med drugim obleganjem Boulognea resno ranjen s sulico skozi rešetko čelade, a si je opomogel. Brazgotina mu je prinesla vzdevek "Le Balafré" ("Brazgotinasti").
Leta 1548 se je veličastno poročil z Anno d'Este, hčerko ferrarskega vojvode Ercola II. d'Este in francoske princese Renée, hčerke Ludvika XII.

## Vojaška kariera
Leta 1551 je bil imenovan za francoskega velikega komornika. Mednarodni sloves si je pridobil leta 1552, ko je uspešno obranil Metz pred silami Karla V., cesarja Svetega rimskega cesarstva, in znova premagal cesarske čete v bitki pri Rentyju leta 1554. Njegovo vojaško dejavnost je začasno omejilo premirje, sklenjeno v Vaucellesu. 
Leta 1557 je vodil vojsko v Italijo, da bi pomagal papežu Pavlu IV. Njegova vojska je skupaj z vojsko grofa Brissaca zavzela Valenzo. Tam sta se vojski ločili in Guise je s 16.000 možmi nadaljeval prodor  po Padski nižini. Ko mu je bilo ukazano, naj zavzame Parmo, je zavzetje ocenil kot neizvedljivo in namesto tega predlagal napad na Firence, da bi zavaroval fronto proti jugu. Toskanski vojvoda se je tega zbal in se začel pogajati s  Henrikom II. Ko je aprila prodrl do Neaplja, je na kraljevo zahtevo prekinil pohod in se vrnil v Lombardijo. Tam je izvedel za katastrofalni poraz konstabla de Montmorencyja v bitki pri St. Quentinu.
Guise je bil odpoklican v Francijo in na hitro imenovan za generalpodpolkovnika. 7. januarja 1558 je Angležem odvzel Calais, kar je bilo za Francijo velika propagandna zmaga. Isto poletje je zavzel Thionville in Arlon in se pripravljal na napredovanje v Luksemburg, ko je bil podpisan mir v Cateau-Cambrésisu. Guise je bil ves čas vladavine Henrika II. eden od vodilnih vojaških osebnosti Francije, vljuden, prijazen in odkrit ter zelo priljubljen "veliki vojvoda de Guise", kot ga je imenoval njegov sodobnik Brantôme.
Prihod Guisove nečakinje Marije na škotski prestol in njena poroka s francoskim kraljem Francem II. 10. julija 1559 sta pomenila zmagoslavje za družino Guise. Veliki mojster Francije Montmorency se je zavedal, da v novem redu zanj ni prostora, in se je umaknil z dvora. Najvišja položaja na francoskem dvoru sta zasedla vojvoda Guiški in njegov brat Karel, kardinal Lorene. Vojvoda Guiški  je javne akte občasno podpisoval na kraljevski način, se pravi samo s svojim krstnim imenom.

## Verska vojna
Prevladujoča moč ultrakatoliških Guisesov je spodbudila la Renaudieja, protestantskega gospoda Périgorda, da je, morda na tiho pobudo Ludvika Bourbonskega, princa Condéja, organiziral zaroto, da bi odstavil Françoisa  in njegovega brata Karla. Zaroto so odkrili. Protestanti so 12. marca 1560 napadli dvorec d'Amboise, kamor sta  Guisesa  zaradi varnosti preselila mladega kralja in kraljico. Vstaja je bila nasilno zatrta. Usmrčenih je bilo 1200 ljudi, Condé pa je bil prisiljen pobegniti z dvora. Kasneje je bil na kraljev ukaz aretiran.
Kralj Henrik II. je 5. decembra 1560 umrl, zaradi česar je škotska kraljica Marija ovdovela in postala politično manj pomembna. Skupaj z njo sta politično moč izgubila tudi oba Guisa. Naslednje leto in pol je vpliv vojvode Guiškega naraščal in usihal, po nastopu Karla IX. pa se je umaknil na svoje posesti.
Regentka Katarina Medičejska je bila sprva naklonjena protestantom. Za obrambo katolištva je vojvoda Guiški s svojim starim sovražnikom, konstablom de Montmorencyjem in maréchalom de Saint-Andréjem oblikoval triumvirat, ki je nasprotoval politiki koncesij protestantom, ki jo je skušala uvesti Katarina Medičejska.
Načrt triumvirata je bil zavezništvo s habsburško Španijo in Svetim sedežem ter doseči dogovor z luteranskimi knezi Nemčije, da opustijo idejo o pomoči francoskim protestantom. Približno julija 1561 je Guise o tem pisal vojvodi Württemberškemu. Kolokvij v Poissyju septembra in oktobra 1561 med teologi obeh veroizpovedi je bil neuspešen in spravna politika Katarine Medičejske  je bila poražena. Od 15. do 18. februarja 1562 je Guise obiskal württemberškega vojvodo v Savernu in ga prepričal, da konferenca v Poissyju ni uspela po krivdi protestantov.
Ko je Guise na poti v Pariz šel skozi Vassy-sur-Blaise, je 1. marca 1562 vodil pokol protestantov v tem mestu. Pokol je bil uvodno dejanje prihajajočih francoskih verskih vojn. Začele so se s septembrskim obleganjem  Bourgesa, nato pa je Guiški po enomesečnem obleganju oktobra 1562 protestantom odvzel Rouen.    V bitki pri Dreuxu 19. decembra istega leta je bil Montmorency ujet, Saint-André ubit,  vodja protestantov Condé pa ujet.

## Umor
V četrtem napadu na Orléans  je Guisa 18. februarja 1563 ranil hugenotski morilec Jean de Poltrot de Méré. Umrl je šest dni pozneje, ko so mu njegovi kirurgi prevečkrat puščali kri. Umor ni bil prvi poskus atantata nanj.
Guiseova nepričakovana smrt je začasno prekinila odprte sovražnosti. Poltrot je med zaslišanjem v zaroto vpletel Colignyja in protestantskega pastorja Théodorja de Bèzeja. Čeprav je atentator pozneje preklical svojo izjavo, Coligny pa je zanikal svojo odgovornost za Guiseovo smrt, je med Guiseovim sinom Henryjem in Colignyjem prišlo do hudega spora, ki je dosegel vrhunec v pokolu v Šentjernejski noči.

## Družina
Guise se je 29. aprila 1548 v Saint-Germain-en-Laye poročil z Ano d'Este,  hčerko ferarskega vojvode Ercoleja II. d'Este. Z njo je imel sedem otrok.
- Henrik (1550–1588), naslednik kot vojvoda Guiški,[5]
- Katarina (18. julij 1551, Joinville – 6. maj 1596, Pariz), poročena  4. februarja 1570 z Ludvikom  Montpensierskim,[5]
- Karel, vojvoda  Mayennski (1554–1611),[5]
- Ludvik (1555–1588), kardinal in nadškof  Reimsa<,[5]
- Antoine (25. april 1557 – 16. januar 1560),
- François (31. december 1559, Blois – 24. oktober 1573, Reims) in
- Maximilien (25. oktober 1562–1567).

- Ana d'Este
- Duke Henrik I. Guiški
- Vojvoda Karel Mayennski
- Kardinal Ludvik Guiški